# Нове-Варпно (гмина)
Нове-Варпно (пол. Nowe Warpno) — гмина (волость) в Польше, входит как административная единица в Полицкий повет, Западно-Поморское воеводство. Население — 1585 человек (на 2005 год).